# Dr. Reddy's Laboratories
Dr. Reddy's Laboratories là một công ty dược phẩm đa quốc gia. Công ty được Anji Reddy thành lập, người trước đây làm việc trong viện cố vấn Indian Drugs and Pharmaceuticals Limited, của Hyderabad, Ấn Độ. Dr. Reddy's sản xuất và tiếp thị một loạt các dược phẩm ở Ấn Độ và nước ngoài. Công ty có hơn 190 loại thuốc, 60 thành phần dược phẩm hoạt động (API) để sản xuất thuốc, bộ chẩn đoán, chăm sóc quan trọng và các sản phẩm công nghệ sinh học.
Dr. Reddy's bắt đầu với tư cách nhà cung cấp cho các nhà sản xuất thuốc Ấn Độ, nhưng công ty nhanh chóng bắt đầu việc xuất khẩu sang các thị trường ít điều tiết khác, có lợi thế là không phải dành thời gian và tiền bạc cho một nhà máy sản xuất cần được sự chấp thuận của cơ quan cấp phép thuốc như Cục Quản lý Thực phẩm và Dược phẩm Hoa Kỳ (FDA). Đến đầu những năm 1990, quy mô mở rộng và lợi nhuận từ các thị trường không được kiểm soát này cho phép công ty bắt đầu tập trung vào việc nhận được sự chấp thuận từ các cơ quan quản lý thuốc đối với các công thức và nhà máy sản xuất thuốc số lượng lớn - tại các nền kinh tế phát triển hơn. Điều này cho phép công ty di chuyển tới các thị trường có kiểm soát như Mỹ và châu Âu. Vào năm 2014, Reddy Laboratories đã được liệt kê trong số 1200 thương hiệu đáng tin cậy nhất Ấn Độ theo Báo cáo Tin cậy Thương hiệu 2014, một nghiên cứu được thực hiện bởi Trust Research Advisory, một công ty phân tích thương hiệu.
Đến năm 2007, Reddy Laboratories đã có bảy nhà máy FDA sản xuất các thành phần dược phẩm đang hoạt động ở Ấn Độ và bảy nhà máy được FDA kiểm tra và ISO 9001 (chất lượng) và ISO 14001 (quản lý môi trường) sản xuất thuốc sẵn sàng cho bệnh nhân, năm nhà máy ở Ấn Độ và hai nhà máy ở Anh.
Vào năm 2010, Reddy Laboratories do gia đình kiểm soát đã phủ nhận việc họ đang đàm phán để bán doanh nghiệp thuốc gốc ở Ấn Độ cho công ty dược phẩm khổng lồ Pfizer của Hoa Kỳ, đã kiện công ty vì cáo buộc vi phạm bằng sáng chế sau khi Dr Reddy tuyên bố rằng dự định sản xuất một phiên bản chung của atorvastatin, với sản phẩm tương ứng của Pfizer là Lipitor, một loại thuốc chống cholesterol. Reddy's đã được liên kết với công ty dược phẩm đa quốc gia Glaxo Smithkline củaVương quốc Anh.